# Mistrovství světa v biatlonu 2017 – smíšená štafeta
Smíšená štafeta na Mistrovství světa v biatlonu 2017 se konala ve čtvrtek 9. února v lyžařském středisku Biathlon Stadium Hochfilzen jako první závod šampionátu. Zahájení smíšené štafety proběhlo ve 14:45 hodin středoevropského času. Závodu se zúčastnilo celkem 25 štafet.
Obhájcem prvenství byl francouzský tým, jenž nakonec v cíli skončil na druhé pozici.
Zlatou medaili získalo po sedmi letech Německo, které ve složení Vanessa Hinzová, Laura Dahlmeierová, Arnd Peiffer a Simon Schempp zvítězilo před druhou Francií o necelé 2 sekundy. Třetí skončilo Rusko.

## Výsledky
| Pořadí | č. | stát                                                                                       | čas                                       | střelba (L+S)                           | ztráta  |
| --- | -- | ------------------------------------------------------------------------------------------ | ----------------------------------------- | --------------------------------------- | ------- |
| Zlatá medaile | 2  | Německo Vanessa Hinzová Laura Dahlmeierová Arnd Peiffer Simon Schempp                      | 1:09:06,4 16:37,4 16:26,6 18:05,7 17:56,7 | 0+2 0+5 0+0 0+2 0+2 0+2 0+0 0+0 0+0 0+1 | —       |
| Stříbrná medaile | 5  | Francie Anaïs Chevalierová Marie Dorinová Habertová Quentin Fillon Maillet Martin Fourcade | 1:09:08,6 16:41,5 16:23,3 18:51,4 17:12,4 | 0+1 1+7 0+0 0+2 0+1 1+3 0+0 0+0         | +2,2    |
| Bronzová medaile | 4  | Rusko Olga Podčufarovová Taťána Akimovová Alexandr Loginov Anton Šipulin                   | 1:09:09,6 17:03,9 16:22,1 18:31,1 17:12,5 | 0+1 0+3 0+0 0+0 0+1 0+0 0+0 0+3 0+0 0+0 | +3,2    |
| 4. | 3  | Itálie Lisa Vittozziová Dorothea Wiererová Lukas Hofer Dominik Windisch                    | 1:09:35.1 16:27.6 16:40.2 18:23.1 18:04.2 | 0+2 0+4 0+0 0+0 0+1 0+2 0+1 0+0 0+0 0+2 | +28,7   |
| 5. | 10 | Ukrajina Olena Pidhrušná Julija Džymová Serhij Semenov Dmytro Pidručnyj                    | 1:09:42,0 17:06,6 16:33,3 18:26,4 17:35,7 | 0+3 0+5 0+2 0+2 0+0 0+1 0+1 0+2 0+0 0+0 | +35,6   |
| 6. | 6  | Švédsko Hanna Öbergová Anna Magnussonová Jesper Nelin Fredrik Lindström                    | 1:09:48,0 16:51,4 16:37,6 18:35,4 17:43,6 | 0+3 0+5 0+1 0+1 0+0 0+0 0+0 0+3 0+2 0+1 | +41,6   |
| 7. | 7  | Česko Eva Puskarčíková Gabriela Koukalová Ondřej Moravec Michal Krčmář                     | 1:09:48,3 17:37,9 16:07,9 18:11,8 17:50,7 | 0+2 2+7 0+0 2+3 0+0 0+1 0+1 0+1 0+1 0+2 | +41,9   |
| 8. | 1  | Norsko (r) Marte Olsbuová Tiril Eckhoffová Johannes Thingnes Bø Emil Hegle Svendsen        | 1:09:52,6 16:29,4 17:17,1 18:31,9 17:34,2 | 1+4 1+6 0+1 0+0 1+3 0+2 0+0 1+3 0+0 0+1 | +46,2   |
| 9. | 11 | Rakousko Lisa Hauserová Fabienne Hartwegerová Simon Eder Dominik Landertinger              | 1:10:26,6 16:33,3 17:59,2 18:13,4 17:40,7 | 1+5 0+3 0+2 0+0 1+3 0+1 0+0 0+2 0+0 0+0 | +1:20,2 |
| 10. | 13 | Finsko Mari Laukkanenová Kaisa Mäkäräinenová Tuomas Grönman Olli Hiidensalo                | 1:10:45,3 16:36,6 16:46,5 18:55,0 18:27,2 | 0+4 0+5 0+1 0+1 0+2 0+2 0+0 0+1 0+1 0+1 | +1:38,9 |
| 11. | 15 | Kazachstán Olga Poltoraninová Anna Kistanovová Maxim Braun Jan Savickij                    | 1:11:05,0 16:59,6 16:56,9 18:36,2 18:32,3 | 0+0 0+6 0+0 0+1 0+0 0+2 0+0 0+0 0+0 0+3 | +1:58,6 |
| 12. | 20 | Slovensko Paulína Fialková Jana Gereková Tomáš Hasilla Martin Otčenáš                      | 1:11:13,8 16:50,9 17:04,9 18:54,4 18:23,6 | 0+6 0+4 0+2 0+1 0+0 0+2 0+1 0+1 0+3 0+0 | +2:07,4 |
| 13. | 22 | Kanada Julia Ransomová Rosanna Crawfordová Brendan Green Scott Gow                         | 1:11:24,6 17:26,6 17:06,4 18:43,5 18:08,1 | 0+7 0+2 0+3 0+1 0+3 0+0 0+1 0+0 0+0 0+1 | +2:18,2 |
| 14. | 9  | Švýcarsko Aita Gasparinová Lena Häckiová Benjamin Weger Serafin Wiestner                   | 1:11:25,2 17:04,4 17:17,4 18:54,3 18:09,1 | 0+5 0+7 0+2 0+0 0+2 0+3 0+1 0+1 0+0 0+3 | +2:18,8 |
| 15. | 24 | Japonsko Fujuko Tačizakiová Sari Furujová Mikito Tačizaki Cukasa Kobonoki                  | 1:11:53,4 16:59,1 17:24,3 18:58,0 18:32,0 | 0+2 0+2 0+0 0+1 0+2 0+1 0+0 0+0         | +2:47,0 |
| 16. | 8  | USA Susan Dunkleeová Clare Eganová Lowell Bailey Sean Doherty                              | 1:12:26,6 16:35,2 18:29,8 18:28,9 18:52,7 | 1+7 1+6 0+2 0+2 0+1 1+3 0+1 0+1 1+3 0+0 | +3:20,2 |
| 17. | 17 | Bulharsko Emilia Jordanovová DDesislava Stojanovová Dimitar Gerdžikov Vladimir Iljev       | 1:13:29,2 17:29,0 18:30,5 19:24,9 18:04,8 | 0+6 2+6 0+1 0+2 0+2 2+3 0+2 0+0 0+1 0+1 | +4:22,8 |
| 18. | 12 | Slovinsko Teja Gregorinová Anja Erženová Miha Dovžan Klemen Bauer                          | 1:13:33,7 16:57,4 18:29,4 19:19,5 18:47,4 | 1+8 1+5 0+0 0+0 0+3 1+3 0+2 0+1 1+3 0+1 | +4:27,3 |
| 19. | 18 | Jižní Korea Jekatěrina Avakumovová Anna Frolinová Kim Jong-gju Lee In-bok                  | 1:13:55,3 17:30,6 17:12,5 19:47,8 19:24,4 | 0+1 0+5 0+1 0+2 0+0 0+0 0+0 0+2 0+0 0+1 | +4:48,9 |
| 20. | 23 | Rumunsko Luminița Pișcoranová Éva Tófalviová Remus Faur Cornel Puchianu                    | 1:14:20,3 18:21,9 18:28,8 18:39,9 18:39,7 | 0+6 1+4 0+2 1+3 0+3 0+1 0+0 0+0 0+1 0+0 | +5:13,9 |
| 21. | 19 | Estonsko Kadri Lehtlová Johanna Talihärmová Rene Zahkna Kauri Kõiv                         | 1:14:31,7 17:58,9 18:16,5 19:04,3 19:12,0 | 0+7 1+6 0+0 0+2 0+3 0+1 0+2 0+0 0+2 1+3 | +5:25,3 |
| 22. | 14 | Bělorusko Naděžda Skardinová Iryna Krjuková Vladimir Čepelin Sergej Bocharnikov            | 1:14:52,7 16:50,3 19:00,7 19:29,2 19:32,5 | 3+9 1+8 0+0 0+2 2+3 0+1 0+3 1+3 1+3 0+2 | +5:46,3 |
| 23. | 16 | Polsko Anna Mąková Kinga Mitorajová Łukasz Szczurek Rafał Penar                            | 1:16:04,7 17:56,3 18:14,0 19:35,9 20:18,5 | 0+2 1+8 0+0 0+1 0+1 1+3 0+0 0+2 0+1 0+2 | +6:58,3 |
| 24. | 21 | Litva Natalija Kočerginová Diana Rasimovičiūtėová Vytautas Strolia Rokas Suslavičius       | LAP                                       | LAP                                     | LAP     |
| 25. | 25 | Lotyšsko Baiba Bendiková Žanna Juškāneová Andrejs Rastorgujevs Ilmārs Bricis               | LAP                                       | LAP                                     | LAP     |
| zdroj: Mezinárodní biatlonová unie Č. – startovní číslo týmu, LAP – tým byl předběhnut o kolo, r – vedoucí tým disciplíny ve světovém poháru |    |                                                                                            |                                           |                                         |         |